# CZ 75 Tactical Sports

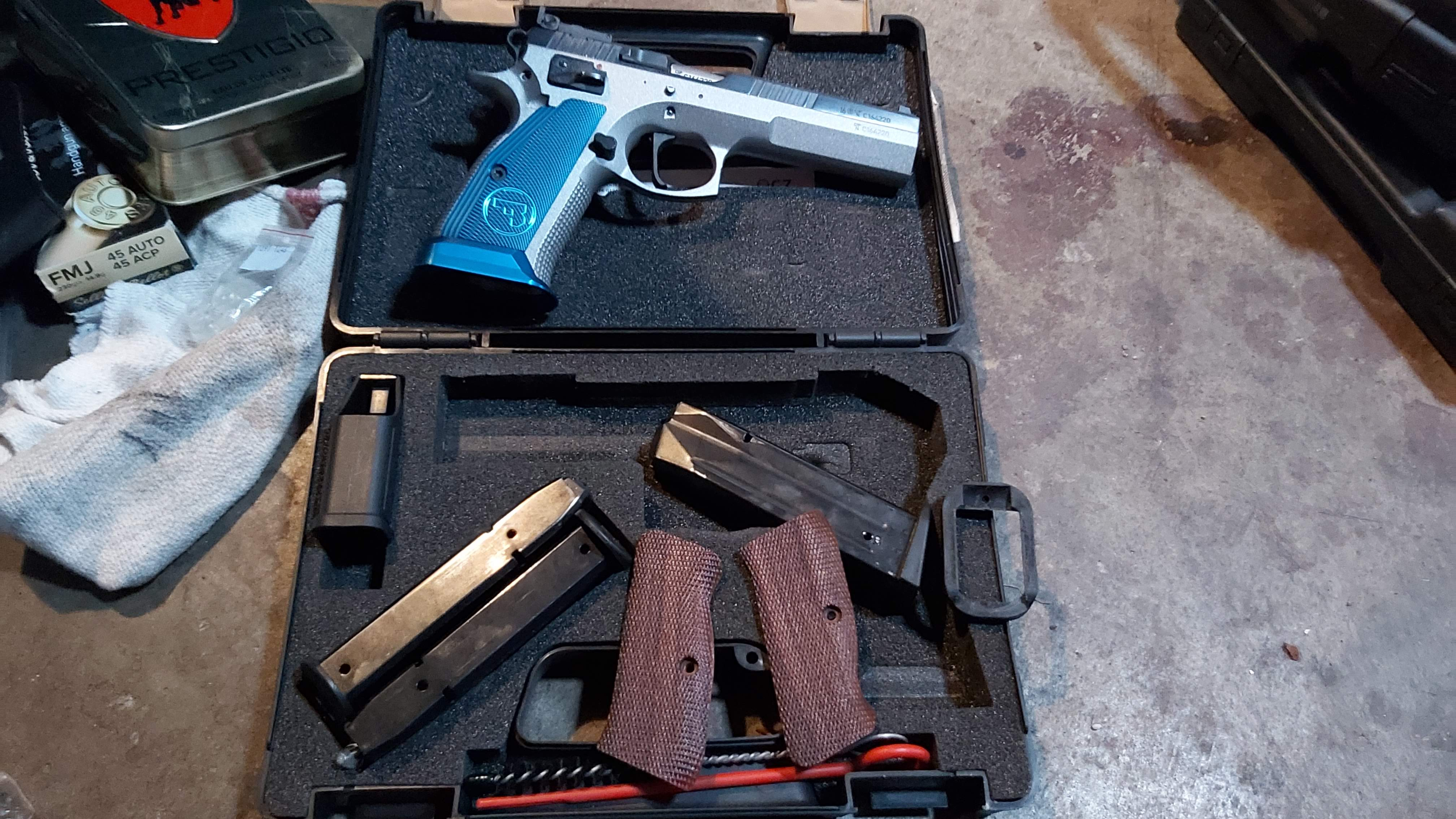

Pistole CZ 75 TS (Tactical Sports) je samonabíjecí zbraň s uzamčeným závěrem. Je určena výhradně pro soutěžní střelbu podle pravidel světové asociace IPSC (International Practical Shooting Confederation). Umožňuje vést přesnou střelbu ve velmi krátkém čase. Konstrukčně vychází z pistole CZ 75, má však řadu speciálních úprav, které jsou obvykle vyžadovány u zbraní tohoto určení.

## Základní údaje
- Typ: samonabíjecí pistole
- Místo původu: Československo
- Výrobce: České zbrojovky Uherský Brod (CZUB)
- Ráže: 9 × 19 mm Parabellum, .40 S&W
- Kapacita zásobníku: 17, 20 nábojů
- Délka: 225 mm
- Výška: 150 mm
- Šířka: 45 mm
- Délka záměrné 185 mm
- Délka hlavně (bez skluzavky) 130 mm
- Hmotnost bez nábojů: 	1200 g
- Hmotnost nabité zbraně: 1530 g, 1550 g (v závislosti na použitém střelivu)
- Hmotnost prázdného zásobníku 90 g
- Hmotnost plného zásobníku 330 g ± 30, 350 g ± 30 (v závislosti na použitém střelivu)
- Power Factor min. 125 min. 170

## Speciální úpravy
- jednočinný spoušťový mechanismus (SA)
- sportovní spoušť s možností vymezení volného chodu horním šroubem a propadu dolním šroubem (seřizovací šrouby jsou nastaveny výrobcem)
- sportovní kohoutek se speciální úpravou pro snížení odporu spouště
- pružiny ve vyhazovači vymezující axiální vůli
- prodloužená zádržka zásobníku
- ořechové střenky
- plastový navaděč pro rychlé zasunutí zásobníku do pistole